# Kirchlotheim
Kirchlotheim is een  dorp in de gemeente Vöhl in het district Waldeck-Frankenberg in Hessen. Kirchlotheim ligt aan de Uerdinger Linie, in het traditionele Nederduitse gebied. Kirchlotheim hoort niet bij Waldeck. Kirchlotheim hoorde vanaf 1972 bij de gemeente Hessenstein en sinds 1974 bij de gemeente Vöhl.